# Orta Bostancı, Suruç
Orta Bostancı là một xã thuộc huyện Suruç, tỉnh Şanlıurfa, Thổ Nhĩ Kỳ. Dân số thời điểm năm 2011 là 429 người.